# Dystrykt Dowa
Dowa – jeden z 28 dystryktów Malawi, położony w Regionie Centralnym. Jego stolicą jest Dowa.

## Sąsiednie dystrykty
- Salima – wschód
- Lilongwe – południe
- Kasungu – zachód
- Ntchisi – północ